# Action du 8 mai 1941
Théâtre d'Asie du Sud-Est de la Guerre du Pacifique
Batailles
- Action du 27 février 1941
- Action du 8 mai 1941
- Bataille entre le Sydney et le Kormoran
- Raids japonais de 1942
- Occupation japonaise des îles Andaman
- (Massacre de Homfreyganj)
- Bataille de l'île Christmas
- Raid sur Ceylan (Raid du dimanche de Pâques)
- Mutinerie des îles Cocos
- Bataille de Madagascar
- Ralliement de La Réunion
- Opération Creek
- Groupe Monsun
- Action du 13 novembre 1943
- Action du 11 janvier 1944
- Action du 14 février 1944
- Raid japonais de 1944
- Action du 17 juillet 1944

- 1940
- 1941
- 1942
- 1943
- 1944
- 1945

L’action du 8 mai 1941 est une bataille navale de la Seconde Guerre mondiale entre le croiseur lourd HMS Cornwall de la Royal Navy et le croiseur auxiliaire de la Kriegsmarine Pinguin (HSK 5) (Schiff 33, Raider F pour l'Admiralty). L'engagement a lieu dans l'océan Indien au large de l'archipel des Seychelles, au nord de Madagascar. Le Pinguin cause des dommages au Cornwall avant qu'un incendie ne provoque une explosion puis le naufrage du navire allemand.
Durant cette opération, un marin britannique est tué mais lors du naufrage du Pinguin environ  200 des 222 prisonniers de la marine marchande britannique et indienne capturés sur plus de trente navires marchands sont tués. Sur les 401 hommes que comptait l'équipage du Pinguin, 323 sont tués et 60 secourus avec les 22 prisonniers de la marine marchande britannique. Le Cornwall est contraint de retourner à Durban pour les réparations jusqu'au 10 juin 1941.

## Contexte

### HMSCornwall
Le HMS Cornwall est un croiseur lourd de classe County de la sous-classe Kent, construit au milieu des années 1920. Il a un déplacement de plus de 10 000 tonnes et transporte 8 canons de 203 mm dans quatre tourelles jumelles, 4 canons antiaériens de 102 mm dans deux tourelles jumelles, 2 quadruples canons automatiques de 40 mm et 2 mitrailleuses de 12.7 mm. Le Cornwall dispose d'une catapulte d'avion avec trois avions amphibies Supermarine Walrus et peut progresser à une vitesse maximale de 31,5 nœuds (58,3 km/h).

### Pinguin
Le croiseur auxiliaire Pinguin commandé par le capitaine Ernst-Felix Krüder, est à l'origine le cargo Kandelfels lancé en 1936.
Après sa conversion en croiseur auxiliaire, il est renommé Schiff 33 par la Kriegsmarine. Il est armé de 6 canons de 150 mm, 1 canon de 75 mm, 2 canons AA de 37 mm, 2 double canons de 20 mm, deux tubes lance-torpilles, 300 mines et d'un hydravion Arado Ar 196.
À partir du 15 janvier 1941, le Pinguin opère la capture de 14 navires marchands norvégiens lors de différents raids. Il capture 3 navires-usines et 11 baleiniers appartenant à la même compagnie baleinière. L'un est renommé Adjudant pour être utilisé par les allemands comme mouilleur de mines dans l'Atlantique Sud et l'océan Indien. En avril 1941, Pinguin coule trois navires marchands britanniques dans l'océan Indien, au niveau de l’Équateur.

## Prélude

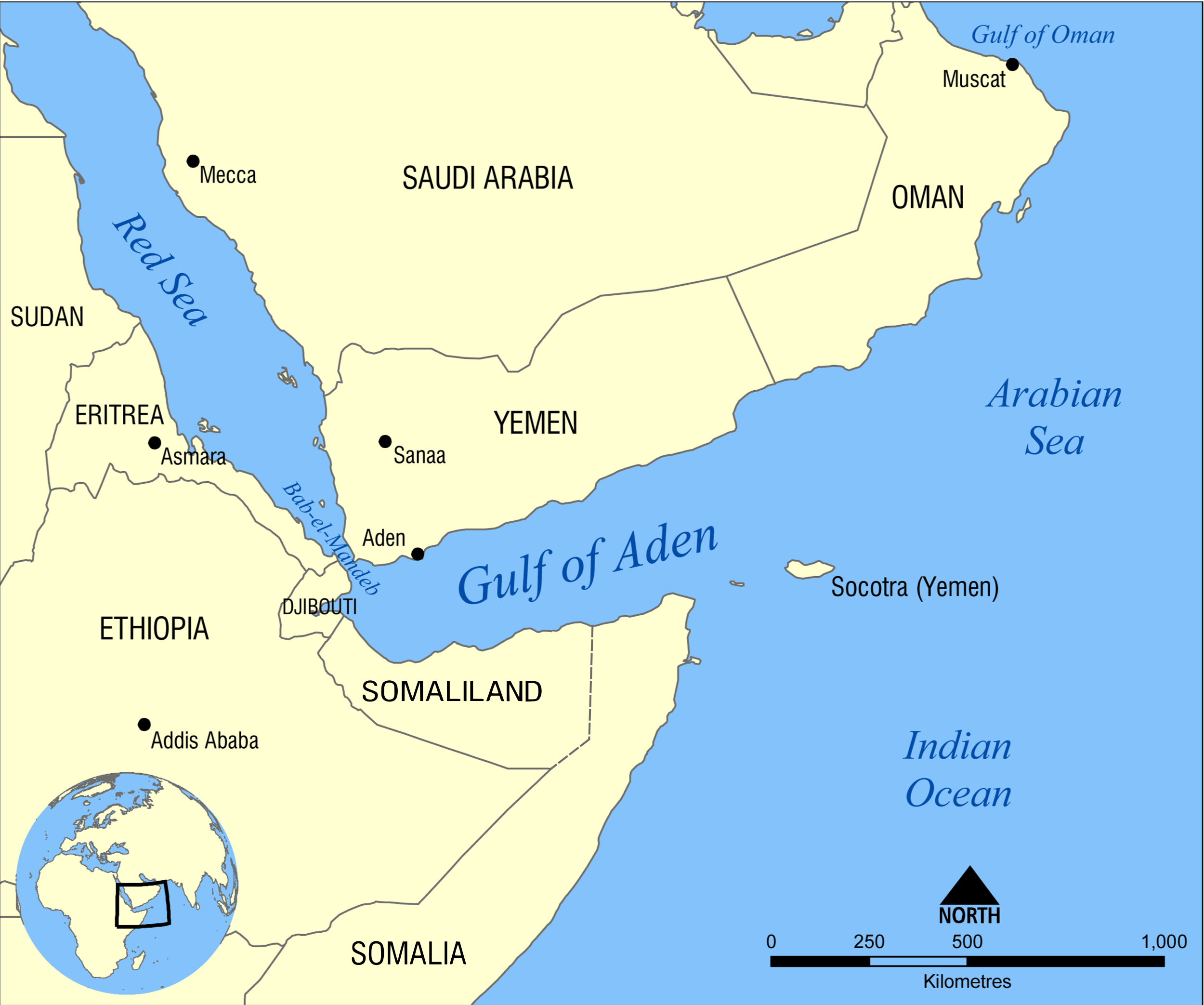
Golfe d'Aden

Après avoir coulé le Clan Buchanan le 28 avril, le Pinguin navigue vers le nord-ouest. Le 4 mai, il ravitaille l’Adjudant, qui est envoyé pour attendre à un rendez-vous près du banc de Saya de Malha. Après 5 heures du matin le 7 mai, le Pinguin intercepte et coule le pétrolier britannique British Emperor à environ 375 milles marins (700 km) Est-Sud-Est du cap Guardafui. Le British Emperor envoye un message de détresse qui est intercepté par le Cornwall à environ 520 milles marins (960 km) au sud de l'attaque alors qu'il fait route pour faire le plein aux Seychelles. Le Cornwall modifie son cap et élabore un plan pour intercepter le Pinguin en utilisant un avion de repérage Supermarine Walrus.
Cornwall augmente sa vitesse à 25,5 nœuds (47,2 km/h), se dirige vers le nord entre les Seychelles et l’archipel des Chagos. Le vice-amiral Ralph Leatham, commandant en chef de la station des Indes orientales, ordonne à d'autres navires de participer aux recherches. Le HMNZS Leander navigue vers Nine Degree Channel en direction de Socotra, tandis que le HMS Liverpool, qui est au nord du cap Guardafui, navigue pour Eight Degree Channel, en direction de Colombo. Le HMS Glasgow, dans le Golfe d'Aden, passe le cap Guardafui ce matin-là à 23 nœuds (43 km/h). Il tourne vers le sud-ouest en direction de l'Équateur, à environ 300 milles marins (560 km) de la côte africaine. Plus à l'ouest, le croiseur marchand armé HMS Hector, patrouille de l'Équateur jusqu'à une position à 300 milles marins (560 km) au sud-ouest.

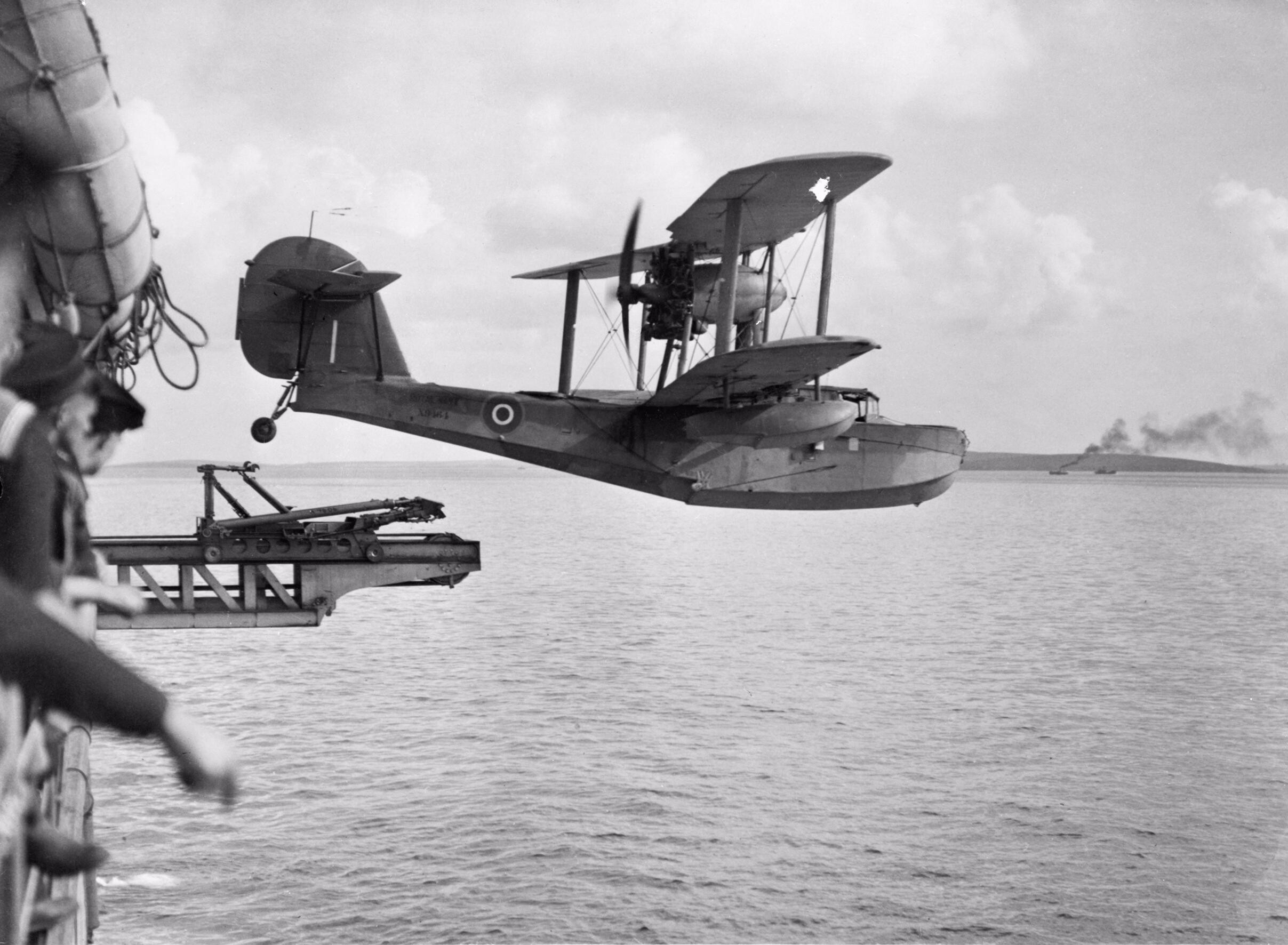
Warlus catapulté

Dans l'après-midi du 7 mai, deux avions du Cornwall effectuent des sorties de reconnaissance durant trois heures dans la zone d'émission du message du British Emperor en supposant que le Pinguin a besoin d'une heure pour couler British Emperor, puis partir à pleine vitesse jusqu'à la tombée de la nuit. À l'aube, Cornwall envoie deux avions de recherche sur une zone à trois nœuds de chaque côté de la vitesse estimée du Pinguin. À 7h07, le 8 mai, l'un des avions aperçoit un navire se dirigeant vers le sud-ouest à 13 nœuds (24 km/h), à environ 65 milles marins (120 km à l'ouest du Cornwall) sans signaler cette observation avant son retour à bord. Vers 8h25, le Cornwall change de cap vers l'ouest et augmente sa vitesse à 23 nœuds (43 km/h). Le deuxième avion est relancé à 10h15. À 12h23, il signale que le navire inconnu navigue à 15 nœuds (28 km/h) et a hissé les lettres de signalisation d'un navire norvégien, le Tamerlan, auquel le Pinguin ressemble.

## Action

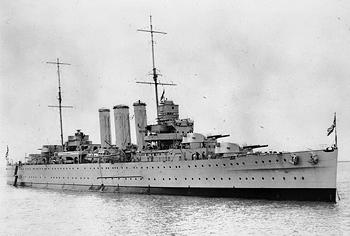
HMS Cornwall

Le Cornwall augmente sa vitesse de 26 nœuds à 28 nœuds (52 km/h). À 13h45, un avion est lancé pour donner le relèvement, la route et la vitesse du navire suspect par radio ; Ce navire devient visible directement du Cornwall à 16h7. Il transmet des rapports, prétendant être le Tamerlan. Malgré deux coups de semonce, le navire suspect maintient son cap et sa vitesse pendant plus d'une heure, jusqu'à ce que la portée soit inférieure à 11 000 mètres. À 17h10, le Cornwall se tourne vers le navire pourchassé et ce dernier fait un virage plus important, ouvrant le feu avec ses cinq canons juste avant 17h15.
En raison de pannes mécaniques, Cornwall ne riposte pas immédiatement. Pendant deux minutes il subit des tirs à vitesse rapide, avant de tirer lui-même deux salves depuis ses tourelles avant de 203 mm. L'avant du Cornwall est touché par un obus de 150 mm ce qui lui fait perdre le contrôle de sa direction jusqu'à ce que le boîtier de direction arrière soit utilisé. À 17h18, tous les canons du Cornwall ouvrent le feu, avec une télémétrie et un système de conduite de tir supérieure à son adversaire. Une salve frappe le Pinguin, qui explose à 17h26 et coule à 500 milles marins (930 km) au nord des Seychelles, à environ 300 milles marins (560 km) du site de naufrage du British Emperor.

## Conséquences
Le périple du Pinguin a duré du 22 juin 1940 au 8 mai 1941. Au cours de cette période, il a coulé ou capturé 28 navires. L'équipage du Pinguin était maitre dans l'art de déguiser leur navire et il était difficile d'approcher ce navire suspect et mal identifié. Le Pinguin avait l'avantage tactique de décider quand ouvrir le feu, avant qu'il ne soit démasqué ainsi les navires enquêteurs couraient un danger, si le navire s'approchait dans une direction favorable aux canons et torpilles du Pinguin.
Le Cornwall est obligé de retourner à Durban pour effectuer des réparations qui l'immobiliseront jusqu'au 10 juin 1941. Les navires alliés recevront des indicatifs d'appel secrets et un système fut conçu pour que le navire enquêteur se réfère à l'Amirauté britannique par radio pour vérifier l'identité d'un navire. Les nouvelles méthodes rendent l'identification des navires beaucoup plus facile mais prennent des mois à être mises en œuvre. D'autres événements similaires se reproduiront par la suite lorsque des navires autorisés à naviguer se seront avérés être des pillards ou qui après interception auront attaqué par surprise les navires de guerre britannique.